# Peltigeraceae
Peltigeraceae es una familia de líquenes perteneciente al orden Peltigerales. Las especies de esta familia se distribuyen por todo el mundo, pero abundan especialmente en las regiones templadas. 
Contiene dos géneros y 101 especies.